# Reynold Lund
Johan Reynold (Reinhold) Lund, född 16 juli 1878 i Rusbodarna i Grangärde församling i Dalarna, död 2 mars 1953 i Hennepin County i Minnesota i USA, var en svensk-amerikansk pastor och målare.
Han var son till hemmansägaren Per Erik Isaksson och Johanna Persdotter samt från 1912 gift med Emelie Eger. Efter att han reste till Amerika 1900 studerade han vid Svenska baptisternas prästseminarium 1904–1907 och arbetade därefter som pastor vid olika baptistförsamlingar innan han som emeritus bosatte sig i Minneapolis 1948. Han bedrev konststudier i New York och Chicago 1918–1922 bland annat för porträttmålaren Arvid Nyholm. Han medverkade i ett flertal samlingsutställningar bland annat på National Academy of Design i New York och var representerad i den svensk-amerikanska vandringsutställningen som visades i Sverige 1920. Han målade ett flertal altartavlor för olika samfund i Amerika men hans specialitet var porträtt som han utförde på beställning från olika institutioner. Hans konst består förutom porträtt av landskapsskildringar utförda i olja.